# 馬拉德市
馬拉德市（英語：Malad City）是一個位於美國愛達荷州奧奈達縣的城市。根據2010年美國人口普查，該地人口為2095人，而該地的面積約為4.25平方千米。同時該地也是奧奈達縣的縣治。

## 地理
馬拉德市的座標為42°11′27″N 112°14′57″W / 42.19083°N 112.24917°W，而該地的平均海拔高度為1387米（即4551英尺）。